# Armand Knaepen
Armand Knaepen, né à Walshoutem le 5 juin 1887 et mort à Tirlemont en 1982, est un peintre, dessinateur, graveur belge. Connu pour ses paysages de la Hesbaye et ses scènes rurales, il introduit les épouvantails comme sujet artistique dans la peinture flamande. Ses œuvres font partie de collections publiques, notamment la Bibliothèque royale de Belgique.

## Biographie
Armand Knaepen naît le 5 juin 1887 à Walshoutem dans une famille d’arboriculteurs. Dès son enfance, il manifeste un intérêt pour le dessin. En 1907, il s’installe à Tirlemont pour enseigner et s’inscrit à l’académie de dessin de la ville, où il suit les cours de Jacques Marin.
En 1919, il devient professeur dans cette même académie et, à partir de 1921, enseigne le dessin au Lycée Royal de Tirlemont.

## Œuvre
Le travail de Knaepen inclut des paysages ruraux et des portraits de la vie paysanne du Hesbaye. Il représente également des monuments de Tirlemont, notamment l’église Saint-Germain et le béguinage.

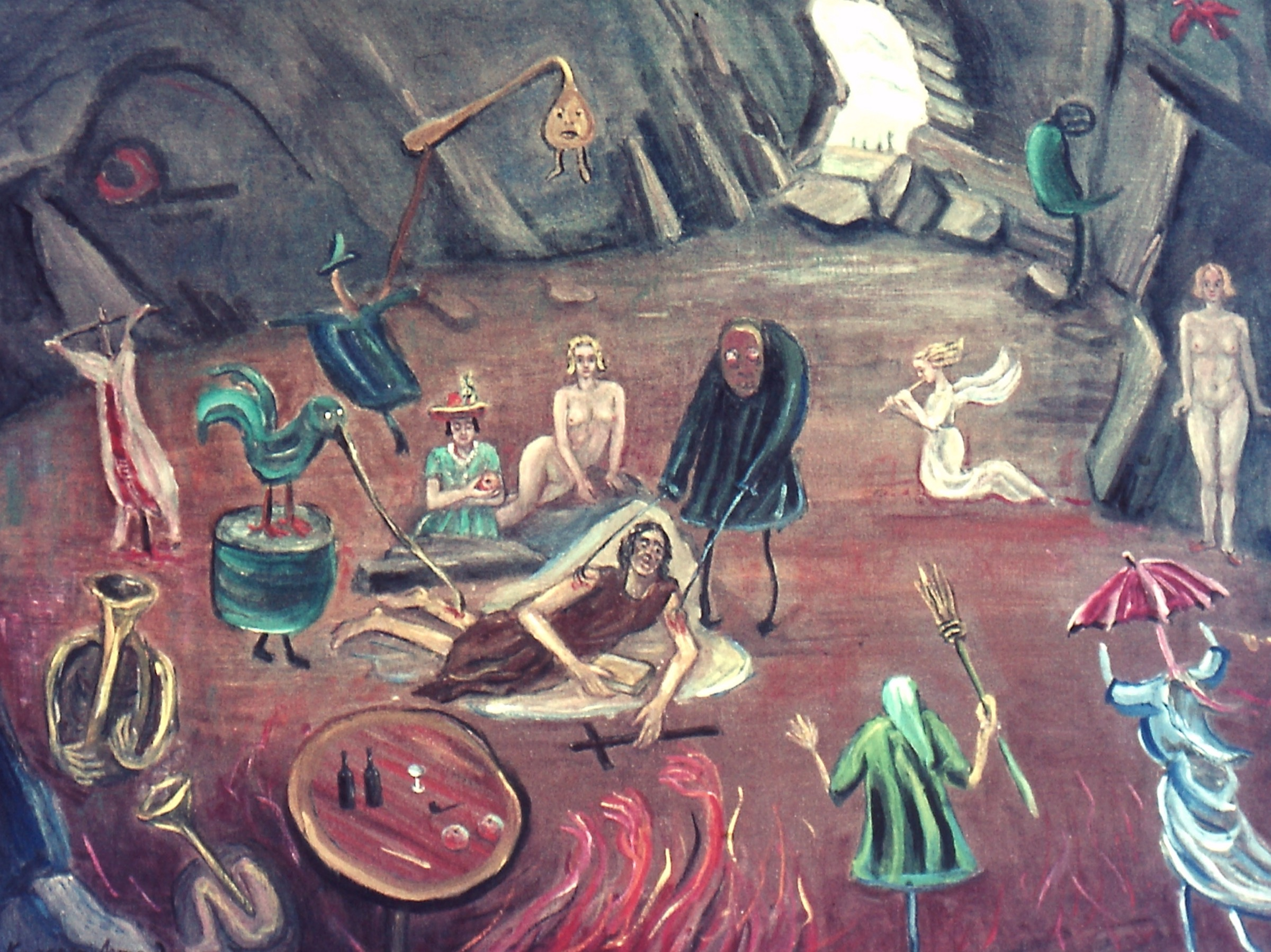
Son œuvre a évolué vers un style plus expressif et surréaliste, avec des éléments religieux et mystiques.

Ses œuvres sont conservées dans des collections publiques comme la Bibliothèque royale de Belgique (Albertine). Dans les années 1930 et 1940, Armand Knaepen a joui d'une renommée considérable dans le monde de l'art belge. Son travail a été salué par plusieurs critiques d'art et exposé dans des galeries de premier plan. En 1939, Remy Magermans a écrit sur les peintures de Knaepen représentant la vie paysanne dans « Le Vingtième Siècle ».

### Accueil critique
Plusieurs critiques d'art ont salué son travail :

« Le Hesbaye était pour moi connu par deux écrivains : Hubert Krains et Hubert Stiernet. Enfin, il a trouvé son peintre. Que Knaepen continue de labourer cette terre fertile ; sa moisson sera riche et abondante. »

— Louis Piérard, Le Peuple, 1928.

« La richesse des moissons, la fuite pathétique des corbeaux, les automnes glacés, les hivers tragiques... Tout cela apporte une nouvelle tonalité surprenante dans notre peinture. »

— Remy Magermans, Le Vingtième Siècle, 1939.

« Dans ses dessins, il joue avec les valeurs tonales, des symphonies en noir et blanc. La chaleur et l'intimité de ses toiles sont devenues célèbres. »

— Staf Van Gelder, De Nieuwe Gids, 1964.
Joseph Delmelle consacre une monographie à Knaepen en 1957.

## Reconnaissance

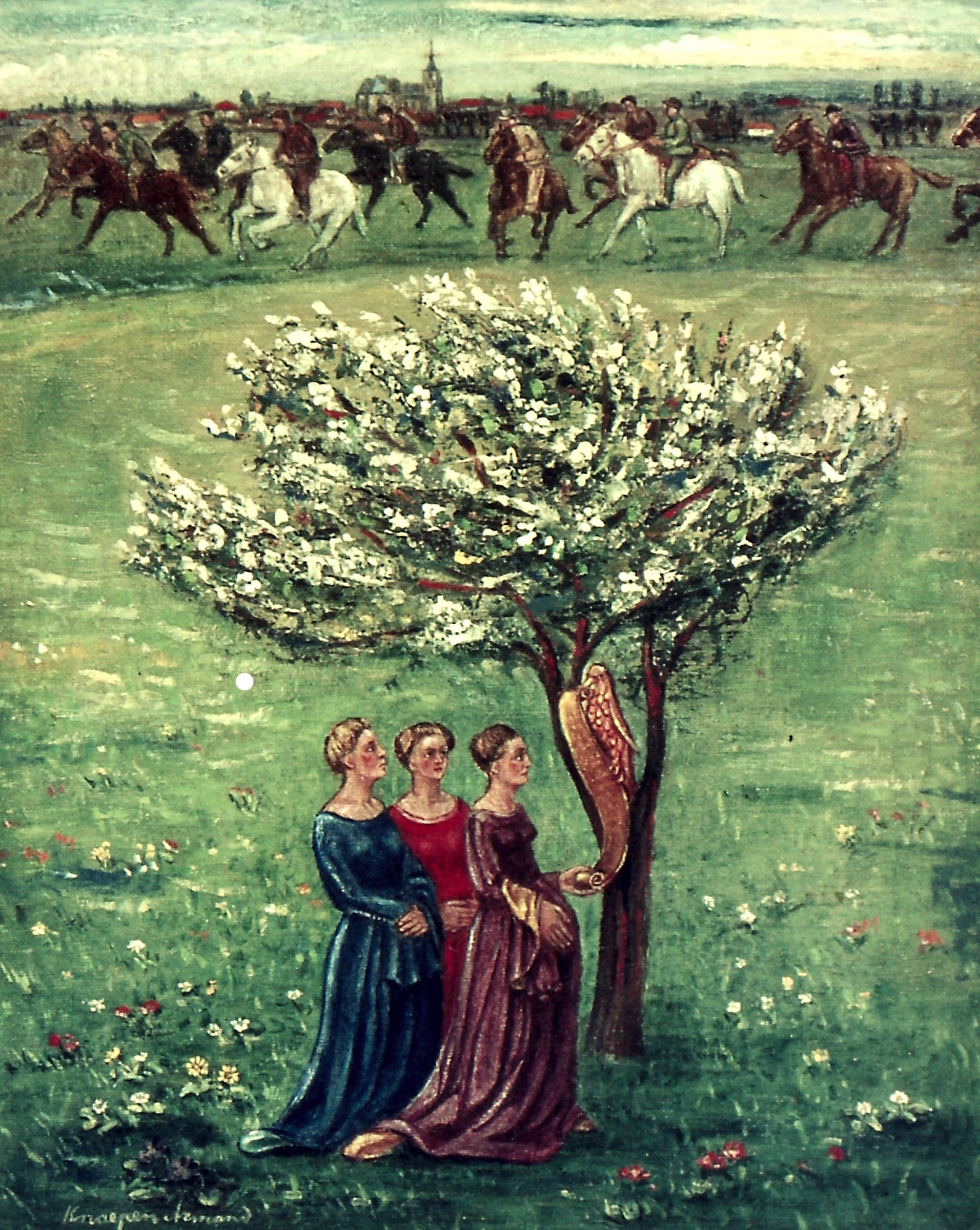
Une autre œuvre importante, un triptyque de la procession des chevaux de Hakendover, est exposée dans l'église locale.

En 1967, une exposition rétrospective est organisée par la ville de Tirlemont. En 1976, il est fait citoyen d’honneur de la ville de Landen. Staf van Gelder écrivait en 1964 : « Il est le chanteur du béguinage de Tien. Dans ses dessins, il joue avec les valeurs tonales, ce sont des symphonies en noir et blanc. Dans chaque ombre, chaque source de lumière, il parvient à créer un accent très personnel. Dans ses peintures, ces valeurs se concrétisent par des couleurs profondes, un jeu d'ombres et de lumières attachant, un sens de l'atmosphère sans faille. L'intimité chaleureuse de ces toiles est devenue célèbre ».
Une autre œuvre majeure, un triptyque sur la procession des chevaux de Hakendover, est visible dans l’église locale.